# Coupe de Belgique de football 1976-1977
Navigation
Édition précédente Édition suivante
La Coupe de Belgique 1976-1977 est la vingt-deuxième édition de l'épreuve.
Aucun « petit » ne parvient à dépasser le stade des 1/16es de finale auquel plusieurs favoris  sont éliminés. Les deux meilleurs clubs belges du moment, Anderlecht et Bruges, se fraient un chemin vers la finale.

## Fonctionnement - Règlement
La Coupe de Belgique 1976-1977 est jouée par matchs à élimination directe. Les 18 équipes de Division 1 et 14 de Division 2 commencent l'épreuve à partir des trente-deuxièmes de finale.
Plusieurs clubs participent à cette 22e édition.
Pour 1976-1977, quatre tours préliminaires concernent des clubs issus de tous les niveaux inférieurs. Au total, les différentes équipes proviennent des divisions suivantes :
- des séries provinciales,
- des clubs de Promotion,
- de Division 3,
- de Division 2,
- de Division 1.

### Déroulement schématique

#### Tours préliminaires
- TOUR 1: 64 rencontres, 128 clubs des Séries provinciales
  - TOUR 2: 64 rencontres, 64 qualifiés du Tour 1 + les clubs de Promotion de la saison précédente (qui sont têtes de série et ne se rencontrent pas entre eux)
    - TOUR 3: 32 rencontres, 64 qualifiés du Tour 2 (pré-tirage intégral, plus de tête de série)
      - TOUR 4: 32 rencontres, 32 qualifiés du Tour 3 + entrée de la plupart des clubs de Division 3, des montants en Division 2 et des relégués en Promotion.

#### Phase finale
- 1/32e de finale : 32 qualifiés du Tour 4, les clubs de Division 2 de la saison précédente et les clubs de Division 1 de la saison précédente (D1 et D2 - qui ne montent pas de D3 - sont têtes de série et ne se rencontrent pas entre elles)
  - 1/16e de finale (à partir de ce tour, tirage intégral, plus de têtes de série)
    - 1/8e de finale
      - 1/4 de finale
        - 1/2 finales
          - FINALE

## Calendrier
Le tirage au sort des quatre tours éliminatoires et des trente-deuxièmes de finale a lieu en juin 1976 au siège de l'URSBSFA.
| Nom                                   | Tirage au sort | Date aller                | Date retour               | Équipes participantes | Équipes restantes |
| ------------------------------------- | -------------- | ------------------------- | ------------------------- | --------------------- | ----------------- |
| Quatrième tour préliminaire           | juin 1976      | date                      | date                      | 64                    | 32                |
| Trente-deuxièmes de finale *          | juin 1976      | du 27 au 29 août 1976     | du 27 au 29 août 1976     | 64                    | 32                |
| Seizièmes de finale                   | ?              | du 29 au 31 octobre 1976  | du 29 au 31 octobre 1976  | 32                    | 16                |
| Huitièmes de finale                   | ?              | du 22 au 26 décembre 1976 | du 22 au 26 décembre 1976 | 16                    | 8                 |
| Quarts de finale                      | ?              | 26 et 27 février 1977     | 26 et 27 février 1977     | 8                     | 4                 |
| Demi-finale                           | ?              | 26 mai 1977               | 26 mai 1977               | 4                     | 2                 |
| Finale                                | -              | 11 juin 1977              | 11 juin 1977              | 2                     | -                 |
| * entrée des clubs de D1 et D2 belges |                |                           |                           |                       |                   |

## Trente-deuxièmes de finale
Les soixante-quatre équipes engagées sont: 18 clubs de Division 1, 15 clubs de Division 2, 19 clubs de Division 3, 8 clubs de Promotion et 4 clubs ptovinciaux.

### Participants

#### par Régions
| Régions         | Total | D1 | D2 | D3 | P | Prov' |
| --------------- | ----- | -- | -- | -- | - | ----- |
| Bruxelles       | 4     | 2  | 1  | 0  | 0 | 1     |
| Région flamande | 46    | 13 | 12 | 14 | 4 | 3     |
| Région wallonne | 14    | 3  | 2  | 5  | 4 | 0     |
| TOTAUX          | 64    | 18 | 15 | 19 | 8 | 4     |

#### par Provinces
Le Brabant wallon n'est plus représenté.
| # | Provinces                                                                    | Total | Div. 1 | Div. 2 | Div. 3 | Prom | prov' |
| - | ---------------------------------------------------------------------------- | ----- | ------ | ------ | ------ | ---- | ----- |
| 1 | Province d'Anvers                                                            | 16    | 4      | 4      | 4      | 2    | 2     |
| 2 | Province de Brabant Région de Bruxelles-Capitale Province du Brabant flamand | 6 4 2 | 2 2 0  | 2 1    | 1 0 1  | 0 0  | 1 1 0 |
| 3 | Province de Flandre-Occidentale                                              | 8     | 5      | 1      | 1      | 1    | 0     |
| 4 | Province de Flandre-Orientale                                                | 8     | 2      | 2      | 3      | 1    | 0     |
| 5 | Province de Hainaut                                                          | 5     | 1      | 2      | 0      | 2    | 0     |
| 6 | Province de Liège                                                            | 5     | 2      | 0      | 3      | 0    | 0     |
| 7 | Province de Limbourg                                                         | 12    | 2      | 4      | 5      | 0    | 1     |
| 8 | Province de Luxembourg                                                       | 1     | 0      | 0      | 0      | 1    | 0     |
| 9 | Province de Namur                                                            | 3     | 0      | 0      | 2      | 1    | 0     |
|   | TOTAUX                                                                       | 64    | 18     | 15     | 19     | 8    | 4     |

### Résultats
- 64 clubs, 32 rencontres jouée du 27 au 29 août 1976.
  - Sans-faute pour les clubs de Division 1.
  - Six' formations de Division 2 passent à la trappe.
  - Exploit pour Dinant (Promotion) et Gerhees Oostham (Provinciale limbourgeoise).

|  | Clubs qualifiés pour le tour suivant |
|  | Tenant du trophée                    |

| Dates      | Niv | N° | Équipe 1                       | Équipe 2                        | Score 90' | Score Prol. | Tirs au but |
| 27/08/1976 | T   | 1  | R. SC Anderlechtois (I)        | K. AC Olen (p-Anv)              | 2-1       |             |             |
| 28/08/1976 | T   | 2  | K. Lierse SV (I)               | K. RC Harelbeke (P)             | 3-2       |             |             |
| 28/08/1976 | T   | 3  | R. Charleroi SC (I)            | R. SCUP Jette ( p-Bbt)          | 8-1       |             |             |
| 28/08/1976 | T   | 4  | R. Standard de Liège (I)       | K. Hoger Op Merchtem (III)      | 4-0       |             |             |
| 28/08/1976 | T   | 5  | K. St-Niklaasse SK (II)        | FC Zwarte Leeuw (P)             | 3-0       |             |             |
| 28/08/1976 | T   | 6  | R. AA Louviéroise ( II)        | K. FC Putte (P)                 | 5-1       |             |             |
| 28/08/1976 | T   | 7  | K. FC Winterslag ( I)          | V&V Overpelt-Fabriek (III)      | 2-0       |             |             |
| 28/08/1976 | T   | 8  | SK Beveren Waes (I)            | Witgoor Sport Dessel (III)      | 1-0       |             |             |
| 28/08/1976 | T   | 9  | R. Olympic Montignies (II)     | K.FC Dessel Sport (III)         | 5-0       |             |             |
| 28/08/1976 | T   | 10 | Club Brugge KV (I)             | R. Stade Brainois (P)           | 5-0       |             |             |
| 29/08/1976 | T   | 11 | Eendr. Gerhees Oostham (p-Lim) | K. St-Truidense VV (II)         | 3-1       |             |             |
| 29/08/1976 | T   | 12 | R. FC Sérésien (III)           | K. Boom FC (II)                 | 3-1       |             |             |
| 29/08/1976 | T   | 13 | R. FC Liégeois (I)             | K. FC Eendracht Zele (III)      | 2-0       |             |             |
| 29/08/1976 | T   | 14 | Léopold Club Bastogne ( P)     | RWD Molenbeek (I)               | 0-2       |             |             |
| 29/08/1976 | T   | 15 | White Star Cl. Lauwe (III)     | K. FC Turnhout (II)             | 1-0       |             |             |
| 29/08/1976 | T   | 16 | R. Tilleur FC (III)            | K. FC Diest (II)                | 2-1       |             |             |
| 29/08/1976 | T   | 17 | K. SV Sottegem (III)           | AS Oostende KM (I)              | 0-2       |             |             |
| 29/08/1976 | T   | 18 | K. VG Oostende (II)            | KM SK Deinze ( P)               | 3-0       |             |             |
| 29/08/1976 | T   | 19 | K. AA Gent (II)                | R. US Tournaisienne (P)         | 1-0       |             |             |
| 29/08/1976 | T   | 20 | R. Dinant FC (P)               | K. RC Mechelen ( II)            | 1-0       |             |             |
| 29/08/1976 | T   | 21 | Zonhoven V&V (III)             | Patro Eisden (II)               | 1-4       |             |             |
| 29/08/1976 | T   | 22 | R. CS Andennais (III)          | KV Mechelen (I)                 | 1-3       |             |             |
| 29/08/1976 | T   | 23 | K. VV Looi Sport (III)         | K. Beerschot VAV (I)            | 1-5       |             |             |
| 29/08/1976 | T   | 24 | K. SC Hasselt (III)            | K. Berchem Sport ( II)          | 0-0       | 0-0         | 4-5         |
| 29/08/1976 | T   | 25 | Royale Union ( II)             | R. Antwerp FC (I)               | 0-1       |             |             |
| 29/08/1976 | T   | 26 | K. FC Verbroedering Geel (III) | K. SC Lokeren (I)               | 0-4       |             |             |
| 29/08/1976 | T   | 27 | K. Willebroekse SV (III)       | K. SV Waregem 1(I)              | 2-4       |             |             |
| 29/08/1976 | T   | 28 | K. SV Cercle Brugge (I)        | FC De Vrijheid Herselt (p-Anv)  | 12-0      |             |             |
| 29/08/1976 | T   | 29 | K. SK Tongeren (II)            | K. SV Oudenaarde (III)          | 4-0       |             |             |
| 29/08/1976 | T   | 30 | UR Namur (III)                 | K. SV Waterschei THOR Genk (II) | 0-4       |             |             |
| 29/08/1976 | T   | 31 | KV Kortrijk ( I)               | K. SC Eendracht Aalst (III)     | 8-0       |             |             |
| 29/08/1976 | T   | 32 | SK Bree (III)                  | K. Beringen FC (I)              | 2-2       | 2-2         | ?-?         |

## Seizièmes de finale
Les trente-deux cercles restant en course sont: 18 clubs de Division 1, 9 clubs de Division 2, 3 clubs de Division 3, 1 club de Promotion et 1 club provincial.

### Participants

#### par Régions
| Régions         | Total | D1 | D2 | D3 | P | Prov' |
| --------------- | ----- | -- | -- | -- | - | ----- |
| Bruxelles       | 2     | 2  | 0  | 0  | 0 | 0     |
| Région flamande | 22    | 13 | 7  | 1  | 0 | 1     |
| Région wallonne | 8     | 3  | 2  | 2  | 1 | 0     |
| TOTAUX          | 32    | 18 | 9  | 3  | 1 | 1     |

#### par Provinces
Le Brabant flamand, le Brabant wallon et la Province de Luxembourg ne sont plus représentés.
| # | Provinces                                        | Total | Div. 1 | Div. 2 | Div. 3 | Prom | prov' |
| - | ------------------------------------------------ | ----- | ------ | ------ | ------ | ---- | ----- |
| 1 | Province d'Anvers                                | 5     | 4      | 1      | 0      | 0    | 0     |
| 2 | Province de Brabant Région de Bruxelles-Capitale | 2     | 2 2    | 0 0    | 0 0    | 0 0  | 0 0   |
| 3 | Province de Flandre-Occidentale                  | 7     | 5      | 1      | 1      | 0    | 0     |
| 4 | Province de Flandre-Orientale                    | 4     | 2      | 2      | 0      | 0    | 0     |
| 5 | Province de Hainaut                              | 3     | 1      | 2      | 0      | 0    | 0     |
| 6 | Province de Liège                                | 4     | 2      | 0      | 2      | 0    | 0     |
| 7 | Province de Limbourg                             | 6     | 2      | 3      | 0      | 0    | 1     |
| 8 | Province de Namur                                | 1     | 0      | 0      | 0      | 1    | 0     |
|   | TOTAUX                                           | 32    | 18     | 9      | 3      | 1    | 1     |

### Résultats
- 32 clubs, 16 rencontres jouée du 29 au 31 octobre 1976.
  - Hécatombe wallonne: 6 éliminations sur 8, dont le Standard et le Club Liégeois.
  - Le RWD Molenbeek également sorti.
  - Il ne reste plus que des clubs de D1 et de D2 en compétition.

|  | Clubs qualifiés pour le tour suivant |
|  | Tenant du trophée                    |

| Dates      | Niv | N° | Équipe 1                        | Équipe 2                          | Score 90' | Score Prol. | Tirs au but |
| 29/10/1976 | S   | 1  | R. AA Louviéroise ( II)         | R. FC Sérésien (III)              | 2-1       |             |             |
| 30/10/1976 | S   | 2  | K. Beerschot VAV (I)            | R. FC Liégeois (I)                | 1-0       |             |             |
| 30/10/1976 | S   | 3  | K. Beringen FC (I)              | RWD Molenbeek (I)                 | 2-2       | 2-2         | 2-1         |
| 30/10/1976 | S   | 4  | K. Lierse SV (I)                | K. SC Lokeren (I)                 | 1-2       |             |             |
| 30/10/1976 | S   | 5  | R. SC Anderlechtois (I)         | White Star Cl. Lauwe (III)        | 7-0       |             |             |
| 30/10/1976 | S   | 6  | Club Brugge KV (I)              | Eendracht Gerhees Oostham (p-Lim) | 10-1      |             |             |
| 30/10/1976 | S   | 7  | K. SV Waregem (I)               | R. Tilleur FC (III)               | 1-0       |             |             |
| 30/10/1976 | S   | 8  | R. Charleroi SC (I)             | SK Beveren Waes (I)               | 1-1       | 1-3         |             |
| 31/10/1976 | S   | 9  | K. Berchem Sport ( II)          | K. St-Niklaasse SK (II)           | 1-0       |             |             |
| 31/10/1976 | S   | 10 | KV Kortrijk ( I)                | R. Standard de Liège (I)          | 2-1       |             |             |
| 31/10/1976 | S   | 11 | R. Antwerp FC (I)               | AS Oostende KM (I)                | 0-0       | 1-0         |             |
| 31/10/1976 | S   | 12 | K. VG Oostende (II)             | K. FC Winterslag ( I)             | 1-2       |             |             |
| 31/10/1976 | S   | 13 | K. AA Gent (II)                 | K. SV Cercle Brugge (I)           | 0-1       |             |             |
| 31/10/1976 | S   | 14 | R. Dinant FC (P)                | R. Olympic Montignies (II)        | 0-3       |             |             |
| 31/10/1976 | S   | 15 | K. SK Tongeren (II)             | Patro Eisden (II)                 | 4-0       |             |             |
| 31/10/1976 | S   | 16 | K. SV Waterschei THOR Genk (II) | KV Mechelen (I)                   | 2-0       |             |             |

## Huitièmes de finale
Les seize formations concernées sont: 11 clubs de D1 et 5 clubs de D2.

### Participants

#### par régions
| Régions         | Total | D1 | D2 |
| --------------- | ----- | -- | -- |
| Bruxelles       | 1     | 1  | 0  |
| Région flamande | 13    | 10 | 3  |
| Région wallonne | 2     | 0  | 2  |
| TOTAUX          | 16    | 11 | 5  |

#### par provinces
| # | Provinces                                        | Total | Div. 1 | Div. 2 |
| - | ------------------------------------------------ | ----- | ------ | ------ |
| 1 | Province d'Anvers                                | 3     | 2      | 1      |
| 2 | Province de Brabant Région de Bruxelles-Capitale | 1     | 1 1    | 0 0    |
| 3 | Province de Flandre-Occidentale                  | 4     | 4      | 0      |
| 4 | Province de Flandre-Orientale                    | 2     | 2      | 0      |
| 5 | Province de Hainaut                              | 2     | 0      | 2      |
| 6 | Province de Limbourg                             | 4     | 2      | 2      |
|   | TOTAUX                                           | 16    | 11     | 5      |

### Résultats
- 16 clubs, 8 rencontres joué du 22 au 26 décembre 1976.
  - Un duel oppose deux cercles de D2. Waterschei prend le dessus sur La Louvière.
  - Tongres va s'imposer à Courtrai.
  - L'Olympic résiste bien à Anderlecht mais s'incline de peu.

|  | Clubs qualifiés pour le tour suivant |
|  | Tenant du trophée                    |

| Dates      | Niv | N° | Équipe 1                        | Équipe 2                | Score 90' | Score Prol. | Tirs au but |
| 22/12/1976 | H   | 1  | K. Beerschot VAV (I)            | K. SV Cercle Brugge (I) | 1-2       |             |             |
| 22/12/1976 | H   | 2  | R. Olympic Montignies (II)      | R. SC Anderlechtois (I) | 0-1       |             |             |
| 25/12/1976 | H   | 3  | K. FC Winterslag ( I)           | K. Berchem Sport ( II)  | 2-1       |             |             |
| 26/12/1975 | H   | 4  | KV Kortrijk ( I)                | K. SK Tongeren (II)     | 0-1       |             |             |
| 26/12/1976 | H   | 5  | SK Beveren Waes (I)             | K. Beringen FC (I)      | 1-0       |             |             |
| 26/12/1976 | H   | 6  | K. SV Waterschei THOR Genk (II) | R. AA Louviéroise ( II) | 2-0       |             |             |
| 26/12/1976 | H   | 7  | R. Antwerp FC (I)               | K. SV Waregem (I)       | 0-1       |             |             |
| 26/12/1976 | H   | 8  | Club Brugge KV (I)              | K. SC Lokeren (I)       | 1-0       |             |             |

## Quarts de finale
Les huit formations encore en lice sont: 6 clubs de D1 et 2 clubs de D2.

### Participants

#### par Régions
| Régions         | Total | D1 | D2 |
| --------------- | ----- | -- | -- |
| Bruxelles       | 1     | 1  | 0  |
| Région flamande | 7     | 5  | 2  |
| Région wallonne | 0     | 0  | 0  |
| TOTAUX          | 8     | 6  | 2  |

#### par Provinces
| # | Provinces                                        | Total | Div. 1 | Div. 2 |
| - | ------------------------------------------------ | ----- | ------ | ------ |
| 1 | Province de Brabant Région de Bruxelles-Capitale | 1     | 1 1    | 0 0    |
| 2 | Province de Flandre-Occidentale                  | 3     | 3      | 0      |
| 3 | Province de Flandre-Orientale                    | 1     | 1      | 0      |
| 4 | Province de Limbourg                             | 3     | 1      | 2      |
|   | TOTAUX                                           | 8     | 6      | 2      |

### Résultats
- 8 clubs, 4 rencontres jouées, les 26 et 27 février 1977.

|  | Clubs qualifiés pour le tour suivant |
|  | Tenant du trophée                    |

| Dates      | Niv | N° | Équipe 1                        | Équipe 2              | Score 90' | Score Prol. | Tirs au but |
| 26/02/1977 | Q   | 1  | Club Brugge KV (I)              | K. FC Winterslag ( I) | 3-1       |             |             |
| 26/02/1977 | Q   | 2  | R. SC Anderlechtois (I)         | K. SK Tongeren (II)   | 3-0       |             |             |
| 27/02/1977 | Q   | 3  | K. SV Cercle Brugge (I)         | SK Beveren-Waes (I)   | 2-0       |             |             |
| 27/02/1977 | Q   | 4  | K. SV Waterschei THOR Genk (II) | K. SV Waregem (I)     | 0-2       |             |             |

## Demi-finales

### Participants

#### par Régions
| Régions         | Total | D1 |
| --------------- | ----- | -- |
| Bruxelles       | 1     | 1  |
| Région flamande | 3     | 3  |
| Région wallonne | 0     | 0  |
| TOTAUX          | 4     | 4  |

#### par Provinces
| # | Provinces                                        | Total | Div. 1 |
| - | ------------------------------------------------ | ----- | ------ |
| 1 | Province de Brabant Région de Bruxelles-Capitale | 1     | 1 1    |
| 2 | Province de Flandre-Occidentale                  | 3     | 3      |
|   | TOTAUX                                           | 4     | 4      |

### Résultats
Les demi-finales sont jouées les 29 et 30 mai 1977.
- 4 clubs, 2 rencontres.
  - Les deux grands favoris, le champion et son dauphin, se qualifient pour la finale rêvée par tous les observateurs.

|  | Clubs qualifiés pour la finale |
|  | Tenant du trophée              |

| Dates      | Niv | N° | Équipe 1                | Équipe 2                | Score 90' | Score Prol. | Tirs au but |
| 29/05/1977 | D   | 1  | Club Brugge KV (I)      | K. SV Waregem (I)       | 4-2       |             |             |
| 31/05/1977 | D   | 2  | R. SC Anderlechtois (I) | K. SV Cercle Brugge (I) | 3-2       |             |             |

## Finale
Difficile de dégager un favori lors des préambules de cette finale. Le Club Brugeois qui vient de reconduire son titre de champion de Belgique pourrait avoir les faveurs des "bookmakers". Mais son adversaire, Anderlecht, double tenant du trophée, est terriblement rôdé à l'exercice puisqu'il dispute sa 3e finale de suite, la 5e en l'espace de 6 saisons !
Le match est très rapidement lancé car les Bruxellois ouvrent le score sur leur première offensive. Après trois minutes de jeu, Haan décoche un tir surpuissant depuis les abords du grand rectangle. L'envoi rend inutile la détente du gardien danois du Club (0-1). Les "Mauves" ont décidé de prendre la partie à leur compte. Ruiter n'est pas inquiété alors que son homologue Jensen a des sueurs froides. Surtout quand il est dribblé par François Van der Elst lancé en profondeur. Heureusement pour les Brugeois, l'attaquant se déporte un peu trop et Bastijns peut venir le contrer.
Au quart d'heure, on se dit que la finale prend sérieusement tournure. "Swat" Van der Elst s'infiltre dans le rectangle, frappe trouve l'objectif (2-0). Peu après, l'entraîneur autrichien du "Club" fait sortir son compatriote l'arrière central Krieger pour le remplacer, poste pour poste, par Maes.
Peu avant la demi-heure de jeu, les "Blauw 'n Zwart" se remettent dans le bon sens en réduisant l'écart. Un, bon centre de Sanders trouve Lambert totalement seul. La tête croisée du centre-avant laisse le portier néerlandais du Sporting figé (1-2).
Dans la foulée de leur goal, les Brugeois s'ouvrent une nouvelle possibilité. Cette fois, Lambert est au centre et Sanders à la conclusion. Mais la reprise de l'ailier passe au-dessus. Peu après, Les Anderlechtois bénéficient d'un coup franc sur la droite du rectangle adverse. Arie Haan pousse subtilement le cuir de quelques centimètres pour Coeck qui arme son pied gauche. Le ballon heurte le dos d'un défenseur dans le mur et surmonte Jensen (1-3).
Après 33 minutes, un ballon très profond de Bastijns arrive, via Raoul Lambert, à l'Anglais R. Davies qui profite de la nonchalance des arrières pour venir menacer Ruiter. Il faut un retour en catastrophe de Broos pour sauver en coup de coin. Celui-ci est joué court vers Gino Maes qui place un centre-tir puissant. Le cuir heurte le pied de Van Binst puis est repris de volée par l'International danois Ulrik Le Fèvre (2-3).
La seconde période voit le Club Brugge mené  et donc contraint de sortir. Le R. SC Anderlechtois bénéficie d'espaces et donc de dangereux contres. La partie est d'excellente qualité. Une finale très spectaculaire. Les joueurs de la "Venise du Nord" se ménagent des opportunités, comme cette percée de Le Fèvre, mais tombent aussi fréquemment dans le piège du hors-jeu tendu par les Bruxellois, dirigés par Raymond Goethals un spécialiste de cette matière tactique.
Par une rapide combinaison avec Ressel, Vercauteren s'ouvre le chemin d'un but qui devrait être décisif, mais la gardien Jensen réduit l'angle et écarte joliment du pied.
Juste après l'heure de jeu, Le Fèvre sert idéalement Davies sur la droite du rectangle. L'Anglais s'enfonce dans la surface mais voit Ruiter sortir. L'ancien joueur de Derby County et de Preston NE pivote sur lui-même pour déjouer la sortie du portier, puis place un lobe astucieux dans la cage désertée (3-3).
L'indécision reste totale. Chaque formation bénéficie de nouvelles possibilités. La plus belle des "Mauves", un tir tendu de Dockx est détournée par Jensen, au prix d'une belle parade.
À six minutes du terme, le "Club" joue un nouveau corner "à la Rémoise" et Julien Cools centre au cordeau. Van Binst dégage de la tête mais le ballon arrive directement à Davies. L'Anglais, qui a joué toute la rencontre avec les chaussettes baissés sans protège-tibia, contrôle de la cuisse et frappe d'instinct. Le ballon touche la cuisse du Gille et prend Ruiter à contre-pied (4-3). Élu "Joueur de la saison" du Club Brugeois pour lequel il a marqué 21 buts en championnat, Roger Davies devient le héros du peuple "Blauw n" Zwart".
Avec 7 buts, la finale de l'édition 76-77 égale le record datant de celle de 69-70 lors de laquelle le R. FC Brugeois, déjà partie prenante, avait "atomisé" le Daring (6-1). Jusqu'en 2017, ce total de goals en finale de coupe de Belgique ne sera plus jamais atteint.
C'est le 3e trophée pour le "Club" qui signe par la même occasion son premier doublé "Championnat-Coupe".
| · Club Brugge KV · |                   |     |
| Titulaires :       |                   |     |
|                    |                   |     |
| 1                  | Birger Jensen     |     |
| 2                  | Fons Bastijns     |     |
| 3                  | Eddy Krieger      | 19e |
| 4                  | Georges Leekens   |     |
| 5                  | Jos Volders       |     |
| 6                  | Julien Cools      |     |
| 7                  | René Vandereycken |     |
| 8                  | Roger Davies      |     |
| 9                  | Raoul Lambert     | 65e |
| 10                 | Dirk Sanders      |     |
| 11                 | Ulrik Le Fèvre    |     |
|                    |                   |     |
| Remplaçants :      |                   |     |
| 12                 | Gino Maes         | 19e |
| ?                  | Dirk Hinderyckx   | 65e |
|                    |                   |     |
| Entraîneur :       |                   |     |
| Ernst Happel       |                   |     |

| R. SC Anderlechtois · |                       |  |
| Titulaires :          |                       |  |
|                       |                       |  |
| 1                     | Jan Ruiter            |  |
| 2                     | Gilbert Van Binst     |  |
| 3                     | Hugo Broos            |  |
| 4                     | Erwin Vandendaele     |  |
| 5                     | Jean Thissen          |  |
| 6                     | Jean Dockx            |  |
| 7                     | François Van der Elst |  |
| 8                     | Arie Haan             |  |
| 9                     | Peter Ressel          |  |
| 10                    | Ludo Coeck            |  |
| 11                    | Frankie Vercauteren   |  |
|                       |                       |  |
| Remplaçants :         |                       |  |
|                       |                       |  |
|                       |                       |  |
|                       |                       |  |
| Entraîneur :          |                       |  |
| Raymond Goethals      |                       |  |

| · Club Brugge KV · |                   |     |
| Titulaires :       |                   |     |
|                    |                   |     |
| 1                  | Birger Jensen     |     |
| 2                  | Fons Bastijns     |     |
| 3                  | Eddy Krieger      | 19e |
| 4                  | Georges Leekens   |     |
| 5                  | Jos Volders       |     |
| 6                  | Julien Cools      |     |
| 7                  | René Vandereycken |     |
| 8                  | Roger Davies      |     |
| 9                  | Raoul Lambert     | 65e |
| 10                 | Dirk Sanders      |     |
| 11                 | Ulrik Le Fèvre    |     |
|                    |                   |     |
| Remplaçants :      |                   |     |
| 12                 | Gino Maes         | 19e |
| ?                  | Dirk Hinderyckx   | 65e |
|                    |                   |     |
| Entraîneur :       |                   |     |
| Ernst Happel       |                   |     |

| R. SC Anderlechtois · |                       |  |
| Titulaires :          |                       |  |
|                       |                       |  |
| 1                     | Jan Ruiter            |  |
| 2                     | Gilbert Van Binst     |  |
| 3                     | Hugo Broos            |  |
| 4                     | Erwin Vandendaele     |  |
| 5                     | Jean Thissen          |  |
| 6                     | Jean Dockx            |  |
| 7                     | François Van der Elst |  |
| 8                     | Arie Haan             |  |
| 9                     | Peter Ressel          |  |
| 10                    | Ludo Coeck            |  |
| 11                    | Frankie Vercauteren   |  |
|                       |                       |  |
| Remplaçants :         |                       |  |
|                       |                       |  |
|                       |                       |  |
|                       |                       |  |
| Entraîneur :          |                       |  |
| Raymond Goethals      |                       |  |

## Clubs par divisions
| Division   | Quatrième tour préliminaire | +   | Trente-deuxièmes de finale | Seizièmes de finale | Huitièmes de finale | Quarts de finale | Demi-finales | Finale |
| ---------- | --------------------------- | --- | -------------------------- | ------------------- | ------------------- | ---------------- | ------------ | ------ |
| D1         |                             | +18 | 18                         | 18                  | 11                  | 6                | 4            | 2      |
| D2         | +1                          | +12 | 15                         | 9                   | 5                   | 2                | 0            | -      |
| D3         |                             |     | 19                         | 3                   | 0                   | -                | -            | -      |
| Promotion  |                             | -   | 8                          | 1                   | 0                   | -                | -            | -      |
| Provincial |                             | -   | 4                          | 1                   | 0                   | -                | -            | -      |
| Total      | 64                          | +32 | 64                         | 32                  | 16                  | 8                | 4            | 2      |